# Jensen-Preis (Finanzwirtschaft)
Der Jensen-Preis ist eine vom Journal of Financial Economics ausgelobte wissenschaftliche Auszeichnung im Bereich der Finanzwirtschaft. 

## Hintergrund
Zu Ehren zweier bedeutender Wegbereiter der Fachpublikation vergibt das Journal of Financial Economics seit 1997 zwei Forschungspreise im Bereich der Finanzwirtschaft, den nach Michael Jensen benannten Jensen-Preis für Beiträge zu Corporate Finance und Organisations sowie den nach Eugene Fama benannten Fama-DFA-Preis für Beiträge zur Portfolio- und Kapitalmarkttheorie. Hierzu sind die Abonnenten des Periodikums aufgerufen, aus den entsprechenden Fachartikeln des Vorjahres per Abstimmung die Preisträger auszuwählen. Derzeit ist der erste Preis in der jeweiligen Kategorie mit 5000 US-Dollar und der zweite Preis mit 2500 US-Dollar dotiert.

## Bisherige Preisträger
| Jahr | Titel der Arbeit | Autor(en)                                                                   | Ausgabe     |
| ---- | --- | --------------------------------------------------------------------------- | ----------- |
| 1997 | The complexity of compensation contracts The decline of takeovers and disciplinary managerial turnover              | Stacey R. Kole Wayne Mikkelson und M. Megan Partch                          | January May |
| 1998 | Risk management, capital budgeting, and capital structure policy for financial institutions: an integrated approach | Kenneth Froot und Jeremy Stein                                              | January     |
| 1999 | The determinants and implications of corporate cash holdings                                                        | Tim Opler, Lee Pinkowitz, René Stulz und Rohan Williamson                   | April       |
| 2000 | On the optimality of resetting executive stock options                                                              | Viral Acharya, Kose John und Rangarajan Sundaram                            | July        |
| 2001 | The theory and practice of corporate finance: Evidence from the field                                               | John R. Graham und Campbell Harvey                                          | May/June    |
| 2002 | Does diversification destroy value? Evidence from industry shocks                                                   | Owen Lamont und Christopher Polk                                            | January     |
| 2003 | Stock market driven acquisitions                                                                                    | Andrei Shleifer und Robert Vishny                                           | December    |
| 2004 | Are dividends disappearing? Dividend concentration and the consolidation of earnings                                | Harry DeAngelo, Linda DeAngelo und Douglas Skinner                          | June        |
| 2005 | Payout policy in the 21st century                                                                                   | Alon Brav, John R. Graham, Roni Michaely und Campbell R. Harvey             | September   |
| 2006 | Tax shelters and corporate debt policy                                                                              | John R. Graham und Alan L. Tucker                                           | September   |
| 2007 | Does backdating explain the stock price pattern around executive stock option grants?                               | Randall A. Heron und Erik Lie                                               | February    |
| 2008 | Why do private acquirers pay so little compared to public acquirers?                                                | Leonce L. Bargeron, Frederik P. Schlingemann, René Stulz und Chad J. Zutter | September   |
| 2009 | Share issuance and cross-sectional returns: International evidence                                                  | R. David McLean, Jeffrey Pontiff und Akiko Watanabe                         | October     |
| 2010 | The marketing of seasoned equity offerings                                                                          | Xiaohui Gao und Jay Ritter                                                  | July        |
| 2011 | Ownership structure and the cost of corporate borrowing                                                             | Lin Chen, Yue Ma, Paul Malatesta und Yuhai Xuan                             | April       |
| 2012 | Securitized banking and the run on repo                                                                             | Gary Gorton und Andrew Metrick                                              | June        |
| 2013 | Managerial attitudes and corporate actions                                                                          | John R. Graham, Campbell Harvey und Manju Puri                              | July        |
| 2014 | Firm boundaries matter: Evidence from conglomerates and R&D activity                                                | Amit Seru                                                                   | February    |
| 2015 | Target revaluation after failed takeover attempts - Cash versus stock                                               | John R. Graham, Mark T. Leary, und Michael R. Roberts                       | December    |
| 2016 | The ownership and trading of debt claims in Chapter 11 restructurings                                               | Ulrike Malmendier, Marcus Opp und Farzad Saidi                              | January     |
| 2017 | The U.S. listing gap"                                                                                               | Craig Doidge, G. Andrew Karolyi und René Stulz                              | March       |
| 2018 | How does hedge fund activism reshape corporate innovation?                                                          | Alon Brav, Wei Jiang, Song Ma und Xuan Tian                                 | November    |
| 2019 | What's in a (school) name? Racial discrimination in higher education bond markets                                   | Casey Dougal, Pengjie Gao, William J. Mayew und Christopher A. Parsons      | December    |
| 2020 | How do venture capitalists make decisions?                                                                          | Paul Gompers, Will Gornall, Steven Kaplan und Ilya A. Strebulaev            | January     |
| 2021 | Does common ownership really increase firm coordination?                                                            | Katharina Lewellen und Michelle Lowry                                       | July        |
| 2022 | How much should we trust staggered difference-in-differences estimates?                                             | Andrew C. Baker, David F. Larcker und Charles C. Y. Wang                    | May         |